# François Wertheimer
Pour les articles homonymes, voir Wertheimer.
François Wertheimer est un auteur-compositeur-interprète français, né le 4 mai 1947 à Paris, devenu producteur et dirigeant de société.

## Biographie
C'est avec Jean-Michel Jarre, camarade du lycée Michelet de Vanves, que François Wertheimer commence la musique professionnellement. Dès l'âge de 19 ans, il écrit et met en scène des spectacles musicaux. Il sort son premier album en 1970 avant de partir en tournée en première partie de Johnny Hallyday. Parallèlement à sa carrière musicale (deux autres albums suivront, des 45 tours, et de nombreux spectacles musicaux : Troupe Jean sans Terre, 'Les Esclaves' avec Popera Cosmic (1969), Gomina, Magic Story, L'Opéra Volant...), il multiplie les activités annexes : mime, comédie, cirque, musiques de ballet, réalisation de courts-métrages pour l'ORTF, mise au point de numéros de magie avec Dominique Webb, création d'une ligne de prêt-à-porter, direction d'un studio d'enregistrement, production de disques ou écriture d'un roman, Barjo*City ou Chroniques d'un nouveau barbare. En 1973, il écrit aussi pour Barbara, dont il est alors l'amant, tous les textes de son album La Louve, notamment la chanson Marienbad. Il est L'Homme en habit rouge dont Barbara a fait la chanson du même nom, et à qui elle avait offert le parfum Habit rouge de Guerlain.
En 1982, il crée avec sa compagne une société de production audiovisuelle et évènementielle, Zygote, pour laquelle il met à contribution ses nombreux talents. Dès lors, il laisse en sommeil sa carrière de chanteur pour se consacrer à son entreprise, spécialisée dans la production de films en relief, réalité augmentée, mapping... Outre la mise au point d'une nouvelle technique de réalité virtuelle, l'« Ectoplasmovision », il continue néanmoins son travail de production, d'écriture, de composition et d'arrangements musicaux, notamment pour les films d'Agnès Varda. Pour l'anecdote, François Wertheimer tient aussi des rôles dans deux films de la réalisatrice : L'une chante, l'autre pas et Les Glaneurs et la Glaneuse (films dont il a aussi participé à la musique).

## Œuvre

### Principaux spectacles
- 1969 : Popera Cosmic 'Les Esclaves' (comédie musicale). Théâtre de la Gaîté-Lyrique, (puis tournée)[réf. souhaitée]. Textes, musique avec Guy Skornik, et mise en scène.
- 1968 : Festival de la magie. Olympia. Musique, et travail des techniques d'illusion (avec Dominique Webb).
- 1972 : Saltimbanques (revue). Studio Bertrand. Textes, musique et mise en scène.
- 1974 : Gomina (comédie musicale, avec Gérard Chambre, Yvonne Mestre, Clarisse Weber, Jacques Villeret et Étienne Chicot, produit par Christian Fechner). L'Européen, puis tournée. Textes, musique et mise en scène.
- 1977 : L'Opéra volant (revue rock). Élysée Montmartre. Textes, musique et mise en scène.
- 1981 :  Magic Story (comédie musicale, avec le dresseur Thierry Le Portier). Théâtre Mogador. Textes, musique et mise en scène (avec Dominique Webb).

### Roman
- Barjo City, chroniques d’un nouveau barbare, Éditions Thot, 1978.